# Hylasia tiresias
Hylasia tiresias là một loài bướm đêm trong họ Geometridae.